# گلارنر
گلارنر (انگلیسی: Glarner) شرکت خدمات مالی و بانکداری سوئیسی است، که در سال ۱۸۸۴ تأسیس شد.